# Ceratonereis dorsolineata
Ceratonereis dorsolineata är en ringmaskart som först beskrevs av Horst 1924.  Ceratonereis dorsolineata ingår i släktet Ceratonereis och familjen Nereididae. Inga underarter finns listade i Catalogue of Life.